# Adhar Valash
Pour les articles homonymes, voir Valash (homonymie).

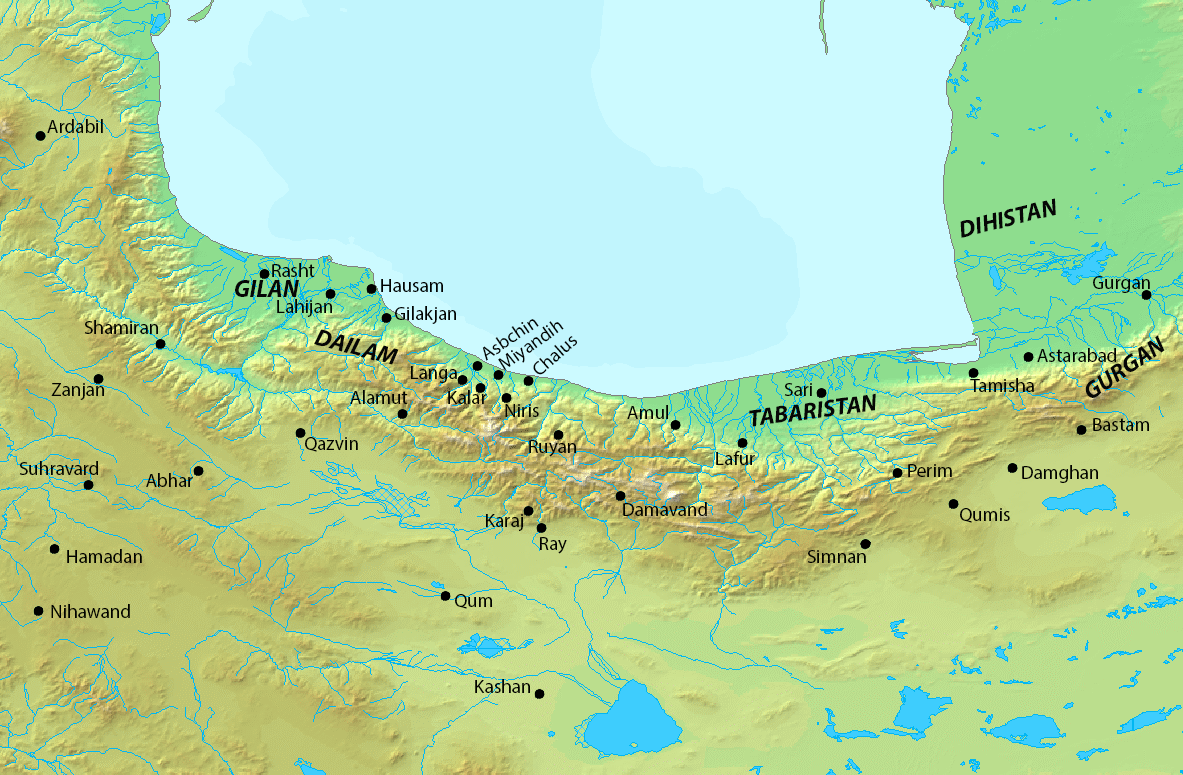
Carte du Tabarestan et de ses environs.

Adhar Valash était un prince iranien du VIIe siècle, issu de la maison de Karen, qui dirigea le Tabarestan et l'Hyrcanie sous l'autorité du dernier empereur sassanide Yazdgard III (r. 632-651).
Le nom d'Adhar Valash est une combinaison de ādur/ādar (« feu ») et du nom personnel de Walāxš (également orthographié Walākhsh). Descendant de Bozorgmehr, Adhar Valash avait obtenu le contrôle des provinces lors de la conquête musulmane de la Perse. Peu de temps après, son domaine fut menacé par Gil Gavbara, arrière-petit-fils du souverain sassanide Zamasp(r. 496-498). Adhar Valash demanda l'aide de Yazdgard III, qui, cependant, après avoir été informé de la descendance sassanide de Gil Gavbara, ordonna à Adhar Valash de se soumettre à ce dernier. Quelque temps après, Adhar Valash mourut d'une chute de cheval lors d'une partie de polo. Un petit-fils d'Adhar Valash, également nommé Valash, régna sur le Tabaristan de 665 à 673.